# Productions de Jazze Pha
Cet article présente la liste des productions musicales réalisées par Jazze Pha.

## 1997
- LSG : Levert.Sweat.Gill
  - Let a Playa Get His Freak On (featuring Jazze Pha)

## 1998
- Ras Kass : Rasassination
  - It is What It Is

## 1999
- Dave Hollister : Ghetto Hymns
  - Came in the Door Pimpin'
  - Round and Round

- Jim Crow : Crow's Nest
  - That Drama (Baby Mama)

- Slick Rick : The Art of Storytelling
  - Street Talkin' (featuring OutKast)

## 2001
- Ludacris : Word of Mouf
  - Area Codes (featuring Nate Dogg)

- MC Breed : The Fharmacist
  - Let's Go to the Club (featuring Jazze Pha)

## 2002
- Aaliyah : I Care 4 U
  - Come Over (featuring Tank)

- Birdman : Birdman
  - Fly In Any Weather
  - On the Rocks
  - Heads Up
  - Do That...
  - Ice Cold

- Field Mob : From tha Roota to tha Toota
  - Sick of Being Lonely

- 2Pac : Better Dayz
  - Changed Man
  - Fair Exchange
  - U Can Call

- Lil Wayne : 500 Degreez
  - Believe That (featuring Mannie Fresh)
  - 'Get That Dough (featuring Baby)

## 2003
- Big Tymers : Hood Rich
  - Sunny Day
  - I'm Comin'

- Bow Wow : Unleashed
  - Let's Get Down (featuring Birdman)
  - I Can't Lose
  - Hey Lil' Momma (featuring Jagged Edge)

- Jagged Edge : Hard
  - They Ain't J.E.

- Kokane : Dr. Jekyll and Mr. Kane
  - I'm a Rider (featuring Jagged Edge et Snoop Dogg)

- Murphy Lee : Murphy's Law
  - Luv Me Baby

- Monica : After the Storm
  - That's My Man

- Keith Murray : He's Keith Murray
  - Say Whattt (featuring Redman)

- Juelz Santana : From Me to U
  - Now What (featuring T.I.)

- T.I. : Trap Muzik
  - Let's Get Away

- Too $hort : Married to the Game
  - Choosin' (featuring Jazze Pha et Jagged Edge)

## 2004
- ATL : The ATL Project
  - Make it Up with Love
  - I Wish (featuring Ciara)
  - Holla at Ya Boy

- Cassidy : Split Personality
  - Lipstick

- Ciara : Goodies
  - 1, 2 Step (featuring Missy Elliott)
  - Thug Style
  - Lookin' at You
  - Pick Up the Phone

- Guerilla Black : Guerilla City
  - Guerilla Nasty (featuring Brooke Valentine)
  - Girlfriend

- Jacki-O : Poe Little Rich Girl
  - Break You Off

- Bobby Moon : The Rising
  - Kiss Me Girl

- Nelly : Sweatsuit
  - Na-Nana-Na

- Angie Stone : Stone Love
  - I Wanna Thank Ya (featuring Snoop Dogg)

- T.I. : Urban Legend
  - Get Loose (featuring Nelly)

- Twista : Kamikaze
  - Badunkadunk

## 2005
- Johntà Austin : Make Her the One

- David Banner : Certified
  - Touchin'
  - Take Your

- Boyz N Da Hood : Boyz N Da Hood
  - Felonies
  - Happy Jamz)
  - Pussy M.F.'s (featuring Trick Daddy)

- Bun B : Trill
  - I'm Ballin' (featuring Jazze Pha)

- Cherish : Unappreciated
  - Unappreciated
  - That Boi
  - Stop Calling Me

- Ginuwine : Back II da Basics
  - Secrets
  - Want U To Be

- Kieran : Kieran
  - Keep It Cool

- Nelly : Longest Yard Soundtrack
  - Errtime (featuring Jung Tru et King Jacob)

- Jazze Pha & Cee-Lo Green : Happy Hour

- Slim Thug : Already Platinum
  - Incredible Feelin' (featuring Jazze Pha)

- Trina : Glamorest Life
  - It's Your B-Day

- Brooke Valentine : Chain Letter
  - Boogie Oogie (featuring Fabolous et Yo-Yo)

- Michelle Williams : Roll Bounce Soundtrack
  - Let's Stay Together

## 2006
- Boo : Make It Rain

- Chris Brown : One More Chance

- Cee-Lo Green : Enjoy Yourself (featuring Nate Dogg et Jazze Pha)

- Ciara : Step Up
  - Get Up (featuring Chamillionaire)

- Field Mob : Light Poles and Pine Trees
  - So What (featuring Ciara)

- LAX Boys : Ride Like This

- LeToya : LeToya
  - Tear Da Club Up (H-Town Version) (featuring Bun B et Jazze Pha)

- Nephu : Choose You

- The Notorious B.I.G. : Duets: The Final Chapter
  - Nasty Girl (featuring P. Diddy, Nelly, Jagged Edge et Avery Storm)

- Pimp C : Pimpalation
  - The Honey
  - On Your Mind (featuring Jagged Edge)

- Sammie : Sammie
  - You Should Be My Girl
  - Feelin' It

- Unk : Beat'n Down Yo Block!
  - Thinkin' of You (featuring Jazze Pha)

- Elvis White : Don't Stop (Remix)

## 2007
- Johntà Austin : Mutual

- Keyshia Cole : Just like You
  - Centerfold

- DJ Drama : Gangsta Grillz: The Album
  - 5000 Ones (featuring Nelly, T.I., Yung Joc, Willie The Kid, Young Jeezy et Twista)

- Huey : Notebook Paper
  - When I Hustle (featuring Lloyd)

- Lloyd : Street Love
  - Incredible
  - Certified

- Rasheeda : Dat Type of Gurl
  - Holla at Me (featuring Birdman et Jazze Pha)

- UGK : Underground Kingz
  - Stop-N-Go
  - Tell Me How Ya Feel

- Vawn : Independently Speaking
  - Hollyhood

- Bobby Womack : Long Time Coming (featuring Cee-lo Green et Jazze Pha)

- Young Buck : Buck the World
  - I Know You Want Me

## 2008
- Cherish : The Truth
  - Superstar
  - Like a Drum

- Girlicious : Girlicious
  - My Boo
  - It's Mine
  - Like Me

- Mario : Greenlight

- Keith Sweat : Just Me
  - Git A U (featuring Slim, RL et Jazze Pha)

- Teyana Taylor : From a Planet Called Harlem
  - Google Me

- Usher : Here I Stand
  - This Ain't Sex

## 2009
- Day26 : Forever in a Day
  - Your Heels

- Musiq Soulchild : Luvanmusiq
  - B.U.D.D.Y (featuring T.I. et Young Buck)

## 2010
- Jessica Mauboy : Get 'Em Girls
  - Handle It

## 2011
- Bobby V : Fly on the Wall
  - Altered Ego (featuring 50 Cent)